# Dasumia carpatica
Dasumia carpatica là một loài nhện trong họ Dysderidae.
Loài này thuộc chi Dasumia. Dasumia carpatica được Wladislaus Kulczynski miêu tả năm 1882.